# Aston Villa FC in het seizoen 1998/99
Dit artikel beschrijft de prestaties van voetbalclub Aston Villa FC in het seizoen 1998/1999. Dit seizoen werd de club gedeeld zesde in de Premier League, met Liverpool. De mannen van John Gregory zetten een teleurstellende tweede seizoenshelft neer met 10 nederlagen en drie gelijke spelen. De club won slechts vier keer na Nieuwjaar. Decompressie ten gevolge van de uitschakeling in de UEFA Cup 1998/99 had daar allicht iets mee te maken. De zesde plaats werd in elk geval gehaald vanwege een goede eerste seizoenshelft, waarbij de club actief was in de UEFA Cup en daarnaast ook traditioneel aantrad in de FA Cup en de League Cup. Gareth Barry veroverde op amper 17-jarige leeftijd een basisplaats. Dion Dublin (Coventry City) werd gehaald als vervanger van de naar Manchester United vertrokken topscorer Dwight Yorke. 

## Spelerskern
Spelers wier rugnummer is doorstreept verlieten de club tijdens het seizoen;
| Rugnummer     | Naam             | Nationaliteit      | Geboortedatum | Bij de club sinds | Vorige club                          |
| ------------- | ---------------- | ------------------ | ------------- | ----------------- | ------------------------------------ |
| Keepers       |                  |                    |               |                   |                                      |
| 1             | Mark Bosnich     | Australië          | 13-02-1972    | 1992              | Sydney United                        |
| 13            | Michael Oakes    | Engeland           | 30-10-1973    | 1991              | eigen jeugd / Tranmere Rovers (huur) |
| 30            | Adam Rachel      | Engeland           | 10-12-1976    | 1996              | eigen jeugd                          |
| Verdedigers   |                  |                    |               |                   |                                      |
| 2             | Gary Charles     | Engeland           | 13-04-1970    | 1995              | Derby County                         |
| 3             | Alan Wright      | Engeland           | 28-09-1971    | 1995              | Blackburn Rovers                     |
| 4             | Gareth Southgate | Engeland           | 03-09-1970    | 1995              | Crystal Palace                       |
| 5             | Ugo Ehiogu       | Engeland           | 03-11-1972    | 1991              | West Bromwich Albion                 |
| 6             | David Unsworth   | Engeland           | 16-10-1973    | 1998              | West Ham United                      |
| 6             | Steve Watson     | Engeland           | 01-04-1974    | 1998              | Newcastle United                     |
| 15            | Gareth Barry     | Engeland           | 23-02-1981    | 1998              | Brighton & Hove Albion               |
| 16            | Simon Grayson    | Engeland           | 16-12-1969    | 1997              | Leicester City                       |
| 20            | Riccardo Scimeca | Engeland           | 13-06-1971    | 1995              | eigen jeugd                          |
| 24            | Mark Delaney     | Wales              | 13-05-1976    | 1999              | Cardiff City                         |
| 34            | Colin Calderwood | Schotland          | 20-01-1965    | 1999              | Tottenham Hotspur                    |
| Middenvelders |                  |                    |               |                   |                                      |
| 7             | Ian Taylor       | Engeland           | 04-06-1968    | 1994              | Sheffield Wednesday                  |
| 8             | Mark Draper      | Engeland           | 11-11-1970    | 1995              | Leicester City                       |
| 10            | Paul Merson      | Engeland           | 20-03-1968    | 1998              | Middlesbrough                        |
| 11            | Alan Thompson    | Engeland           | 22-12-1973    | 1998              | Bolton Wanderers                     |
| 17            | Lee Hendrie      | Engeland           | 18-05-1977    | 1994              | eigen jeugd                          |
| 26            | Steve Stone      | Engeland           | 20-08-1971    | 1998              | Nottingham Forest                    |
| Aanvallers    |                  |                    |               |                   |                                      |
| 9             | Stan Collymore   | Engeland           | 22-01-1971    | 1997              | Liverpool                            |
| 10            | Dwight Yorke     | Trinidad en Tobago | 03-11-1971    | 1989              | eigen jeugd                          |
| 12            | Julian Joachim   | Engeland           | 20-09-1974    | 1995              | Leicester City                       |
| 14            | Dion Dublin      | Engeland           | 22-04-1969    | 1998              | Coventry City                        |
| 22            | Darius Vassell   | Engeland           | 13-06-1980    | 1998              | eigen jeugd                          |

- = Aanvoerder

### Manager
|         |                     |               |
| Functie | Naam                | Nationaliteit |
| Coach   | John Gregory (foto) | Engeland      |

## Resultaten
Een overzicht van de competities waaraan Aston Villa in het seizoen 1998-1999 deelnam.
| Premier League | FA Cup       | League Cup   | UEFA Cup     |
| -------------- | ------------ | ------------ | ------------ |
|                |              |              |              |
| 7e             | Vijfde ronde | Vierde ronde | Tweede ronde |

## Uitrustingen
Shirtsponsor: LDV Vans

Sportmerk: Reebok

## Premier League

### Wedstrijden
| №  | Datum      | Wedstrijd                         | Uitslag | P  |
| -- | ---------- | --------------------------------- | ------- | -- |
| 1  | 15.08.1998 | Everton – Aston Villa             | 0–0     | 1  |
| 2  | 23.08.1998 | Aston Villa – Middlesbrough       | 3–1     | 4  |
| 3  | 29.08.1998 | Sheffield Wednesday – Aston Villa | 0–1     | 7  |
| 4  | 09.08.1998 | Aston Villa – Newcastle United    | 1–0     | 10 |
| 5  | 12.09.1998 | Aston Villa – Wimbledon           | 2–0     | 13 |
| 6  | 19.09.1998 | Leeds United – Aston Villa        | 0–0     | 14 |
| 7  | 26.09.1998 | Aston Villa – Derby County        | 1–0     | 17 |
| 8  | 03.10.1998 | Coventry City – Aston Villa       | 1–2     | 20 |
| 9  | 17.10.1998 | West Ham United – Aston Villa     | 0–0     | 21 |
| 10 | 24.10.1998 | Aston Villa – Leicester City      | 1–1     | 22 |
| 11 | 07.11.1998 | Aston Villa – Tottenham Hotspur   | 3–2     | 25 |
| 12 | 14.11.1998 | Southampton – Aston Villa         | 1–4     | 28 |
| 13 | 21.11.1998 | Aston Villa – Liverpool           | 2–4     | 28 |
| 14 | 28.11.1998 | Nottingham Forest – Aston Villa   | 2–2     | 29 |
| 15 | 05.12.1998 | Aston Villa – Manchester United   | 1–1     | 30 |
| 16 | 09.12.1998 | Chelsea – Aston Villa             | 2–1     | 30 |
| 17 | 13.12.1998 | Aston Villa – Arsenal             | 3–2     | 33 |
| 18 | 21.12.1998 | Charlton Athletic – Aston Villa   | 0–1     | 36 |
| 19 | 26.12.1998 | Blackburn Rovers – Aston Villa    | 2–1     | 36 |
| 20 | 28.12.1998 | Aston Villa – Sheffield Wednesday | 2–1     | 39 |
| 21 | 09.01.1999 | Aston Villa – Middlesbrough       | 0–0     | 40 |
| 22 | 18.01.1999 | Aston Villa – Everton             | 3–0     | 43 |
| 23 | 30.01.1999 | Newcastle United – Aston Villa    | 2–1     | 43 |
| 24 | 06.02.1999 | Aston Villa – Blackburn Rovers    | 1–3     | 43 |
| 25 | 17.02.1999 | Aston Villa – Leeds United        | 1–2     | 43 |
| 26 | 21.02.1999 | Wimbledon – Aston Villa           | 0–0     | 44 |
| 27 | 27.02.1999 | Aston Villa – Coventry City       | 1–4     | 44 |
| 28 | 10.03.1999 | Derby County – Aston Villa        | 2–1     | 44 |
| 29 | 13.03.1999 | Tottenham Hotspur – Aston Villa   | 1–0     | 44 |
| 30 | 21.03.1999 | Aston Villa – Chelsea             | 0–3     | 44 |
| 31 | 02.03.1999 | Aston Villa – West Ham United     | 0–0     | 45 |
| 32 | 06.04.1999 | Leicester City – Aston Villa      | 2–2     | 46 |
| 33 | 10.04.1999 | Aston Villa – Southampton         | 3–0     | 49 |
| 34 | 17.04.1999 | Liverpool – Aston Villa           | 0–1     | 52 |
| 35 | 24.04.1999 | Aston Villa – Nottingham Forest   | 2–0     | 55 |
| 36 | 01.05.1999 | Manchester United – Aston Villa   | 2–1     | 55 |
| 37 | 08.05.1999 | Aston Villa – Charlton Athletic   | 3–4     | 55 |
| 38 | 16.05.1999 | Arsenal – Aston Villa             | 1–0     | 55 |

### Eindstand
| Rang | Team                | We | Wi | Ge | Ve | Pu | Vo | Te | Sa  | Fa    |
| ---- | ------------------- | -- | -- | -- | -- | -- | -- | -- | --- | ----- |
|      | Manchester United   | 38 | 22 | 13 | 3  | 79 | 80 | 37 | 43  | 2,162 |
| 2    | Arsenal             | 38 | 22 | 12 | 4  | 78 | 59 | 17 | 42  | 3,471 |
| 3    | Chelsea             | 38 | 20 | 15 | 3  | 75 | 57 | 30 | 27  | 1,9   |
| 4    | Leeds United        | 38 | 18 | 13 | 7  | 67 | 62 | 34 | 28  | 1,824 |
| 5    | West Ham United     | 38 | 16 | 9  | 13 | 57 | 46 | 53 | -7  | 0,868 |
| 6    | Liverpool           | 38 | 15 | 10 | 13 | 55 | 70 | 50 | 20  | 1,4   |
| 7    | Aston Villa         | 38 | 15 | 10 | 13 | 55 | 53 | 48 | 5   | 1,104 |
| 8    | Derby County        | 38 | 13 | 13 | 12 | 52 | 40 | 45 | -5  | 0,889 |
| 9    | Middlesbrough       | 38 | 12 | 15 | 11 | 51 | 48 | 54 | -6  | 0,889 |
| 10   | Leicester City      | 38 | 12 | 13 | 13 | 49 | 40 | 46 | -6  | 0,87  |
| 11   | Tottenham Hotspur   | 38 | 11 | 14 | 13 | 47 | 47 | 50 | -3  | 0,94  |
| 12   | Sheffield Wednesday | 38 | 13 | 7  | 18 | 46 | 41 | 42 | -1  | 0,976 |
| 13   | Newcastle United    | 38 | 11 | 13 | 14 | 46 | 48 | 54 | -6  | 0,889 |
| 14   | Everton             | 38 | 11 | 9  | 18 | 42 | 42 | 48 | -6  | 0,875 |
| 15   | Coventry City       | 38 | 11 | 9  | 18 | 42 | 39 | 51 | -12 | 0,765 |
| 16   | Wimbledon           | 38 | 10 | 12 | 16 | 42 | 40 | 63 | -23 | 0,635 |
| 17   | Southampton         | 38 | 11 | 8  | 19 | 41 | 37 | 64 | -27 | 0,578 |
| 18   | Charlton Athletic   | 38 | 8  | 12 | 18 | 36 | 41 | 56 | -15 | 0,732 |
| 19   | Blackburn Rovers    | 38 | 7  | 14 | 17 | 35 | 38 | 52 | -14 | 0,731 |
| 20   | Nottingham Forest   | 38 | 7  | 9  | 22 | 30 | 35 | 69 | -34 | 0,507 |

### Statistieken
Bijgaand een overzicht van de spelers van Aston Villa, die in het seizoen 1998/99 onder leiding van trainer  John Gregory speeltijd kregen in de Premier League.
| Naam             | Duels | Goal | Kreeg geel | Kreeg voor de tweede keer geel en dus rood | Weggestuurd |
| ---------------- | ----- | ---- | ---------- | ------------------------------------------ | ----------- |
| Gareth Southgate | 38    | 1    | 5          | 0                                          | 0           |
| Alan Wright      | 38    | 0    | 3          | 0                                          | 0           |
| Julian Joachim   | 36    | 14   | 1          | 0                                          | 0           |
| Ian Taylor       | 33    | 4    | 7          | 0                                          | 0           |
| Lee Hendrie      | 32    | 3    | 7          | 0                                          | 0           |
| Gareth Barry     | 32    | 2    | 3          | 0                                          | 0           |
| Steve Watson     | 27    | 0    | 2          | 0                                          | 1           |
| Paul Merson      | 26    | 5    | 2          | 0                                          | 0           |
| Ugo Ehiogu       | 25    | 2    | 3          | 0                                          | 0           |
| Alan Thompson    | 25    | 2    | 6          | 0                                          | 0           |
| Dion Dublin      | 24    | 11   | 4          | 0                                          | 0           |
| Mark Draper      | 23    | 2    | 4          | 0                                          | 0           |
| Michael Oakes    | 23    | 0    | 0          | 0                                          | 1           |
| Stan Collymore   | 20    | 1    | 6          | 1                                          | 0           |
| Riccardo Scimeca | 18    | 2    | 3          | 0                                          | 0           |
| Mark Bosnich     | 15    | 0    | 1          | 0                                          | 0           |
| Simon Grayson    | 15    | 0    | 2          | 0                                          | 0           |
| Gary Charles     | 11    | 1    | 2          | 0                                          | 0           |
| Steve Stone      | 10    | 0    | 1          | 0                                          | 0           |
| Colin Calderwood | 8     | 0    | 1          | 0                                          | 0           |
| Darius Vassell   | 6     | 0    | 0          | 0                                          | 0           |
| Mark Delaney     | 2     | 0    | 0          | 0                                          | 0           |
| Adam Rachel      | 1     | 0    | 0          | 0                                          | 0           |
| Dwight Yorke     | 1     | 0    | 0          | 0                                          | 0           |